# Crinoidea

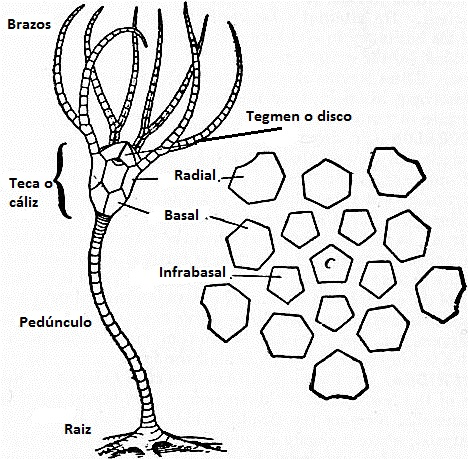
Anatomía de un crinoideo. A la derecha los diversos tipos de placas del cáliz.

Los crinoideos (Crinoidea, griego κρίνων krínon, "lirio" y ειδος eidos, "forma") son una clase del filo equinodermos, del subfilo Pelmatozoa. Reciben el nombre común de lirios de mar, debido al aspecto ramificado de sus brazos. Son el grupo de equinodermos viviente que se considera más antiguo. Fueron muy abundantes durante el Paleozoico, pero hoy sobreviven poco más de 600 especies.

## Historia evolutiva
Los crinoideos aparecieron en el Ordovícico Inferior y se diversificaron mucho durante el resto del Paleozoico. Los restos esqueléticos calcáreos se cuentan entre los fósiles más abundantes. Se conocen más de 5000 especies fósiles.

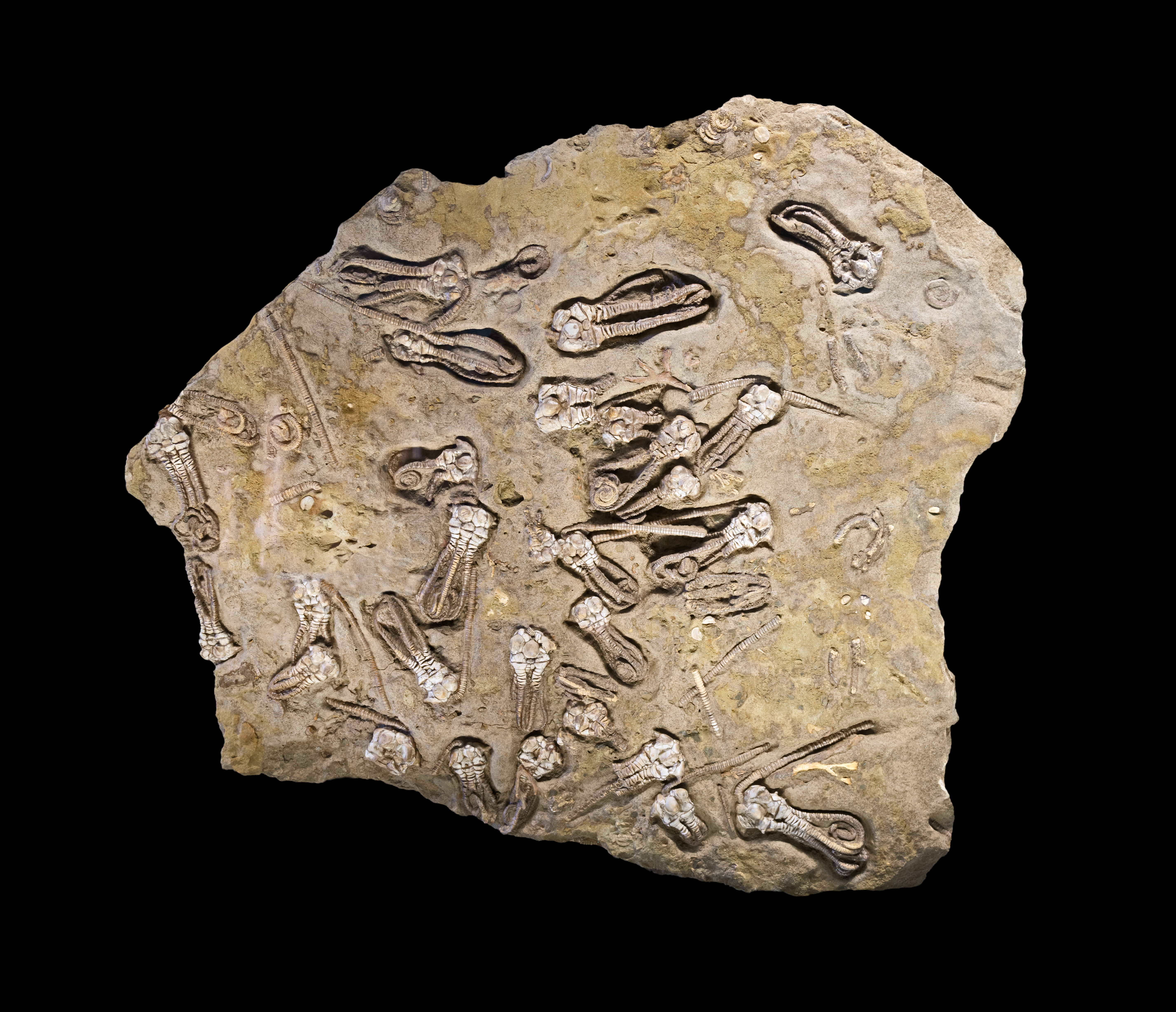
Jimbacrinus bostocki. Período Artinskiense, de 290 a 279 millones de años. Gascoyne river, Australia.
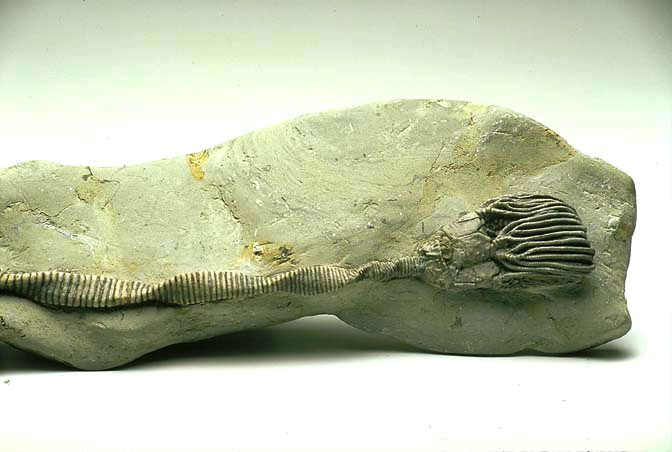
Fósil de crinoideo en la colección permanente del Museo de los Niños de Indianápolis
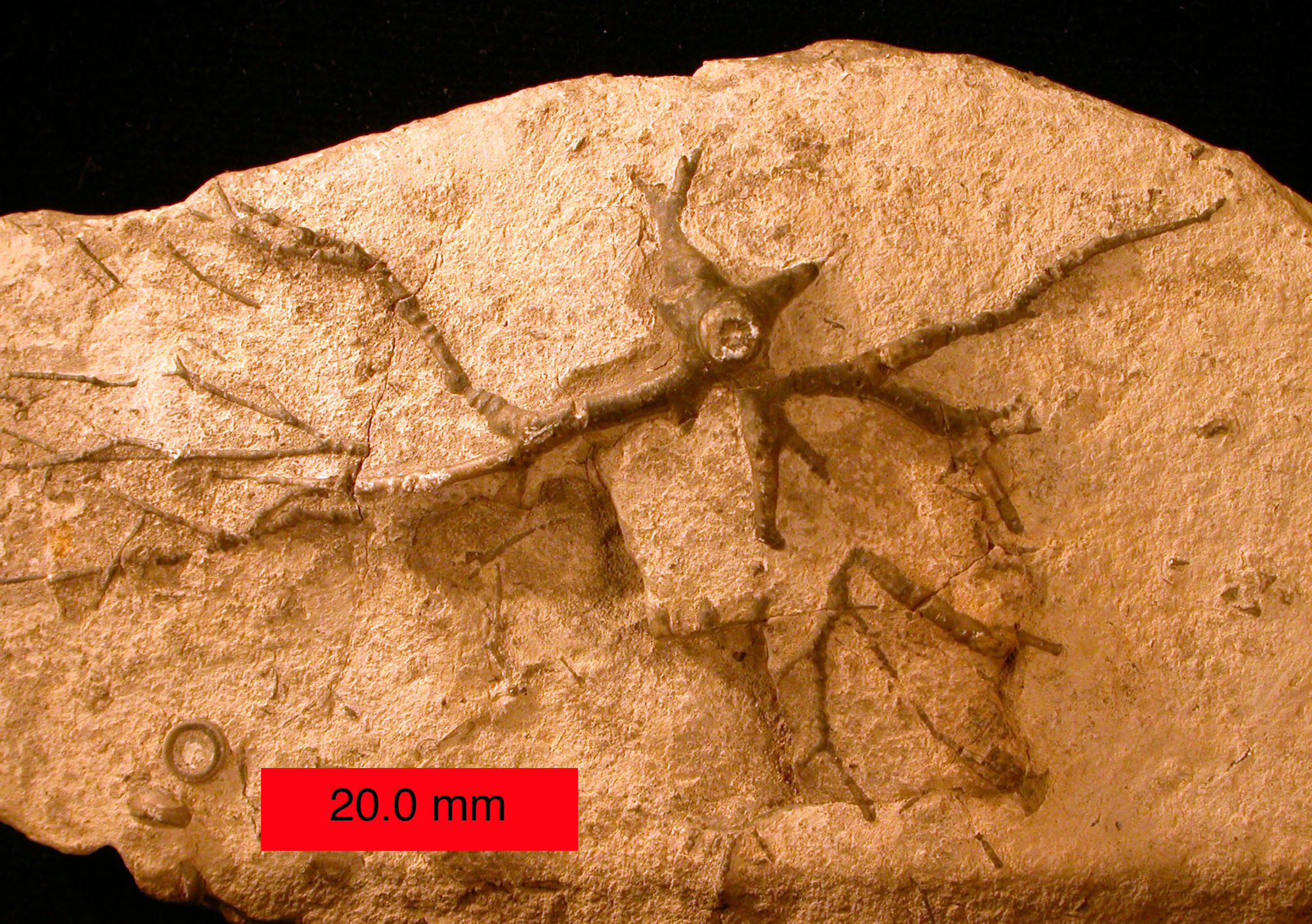
Fijador de un crinoideo con forma de raíces. Período Silúrico. Ohio, Estados Unidos de Norteamérica.
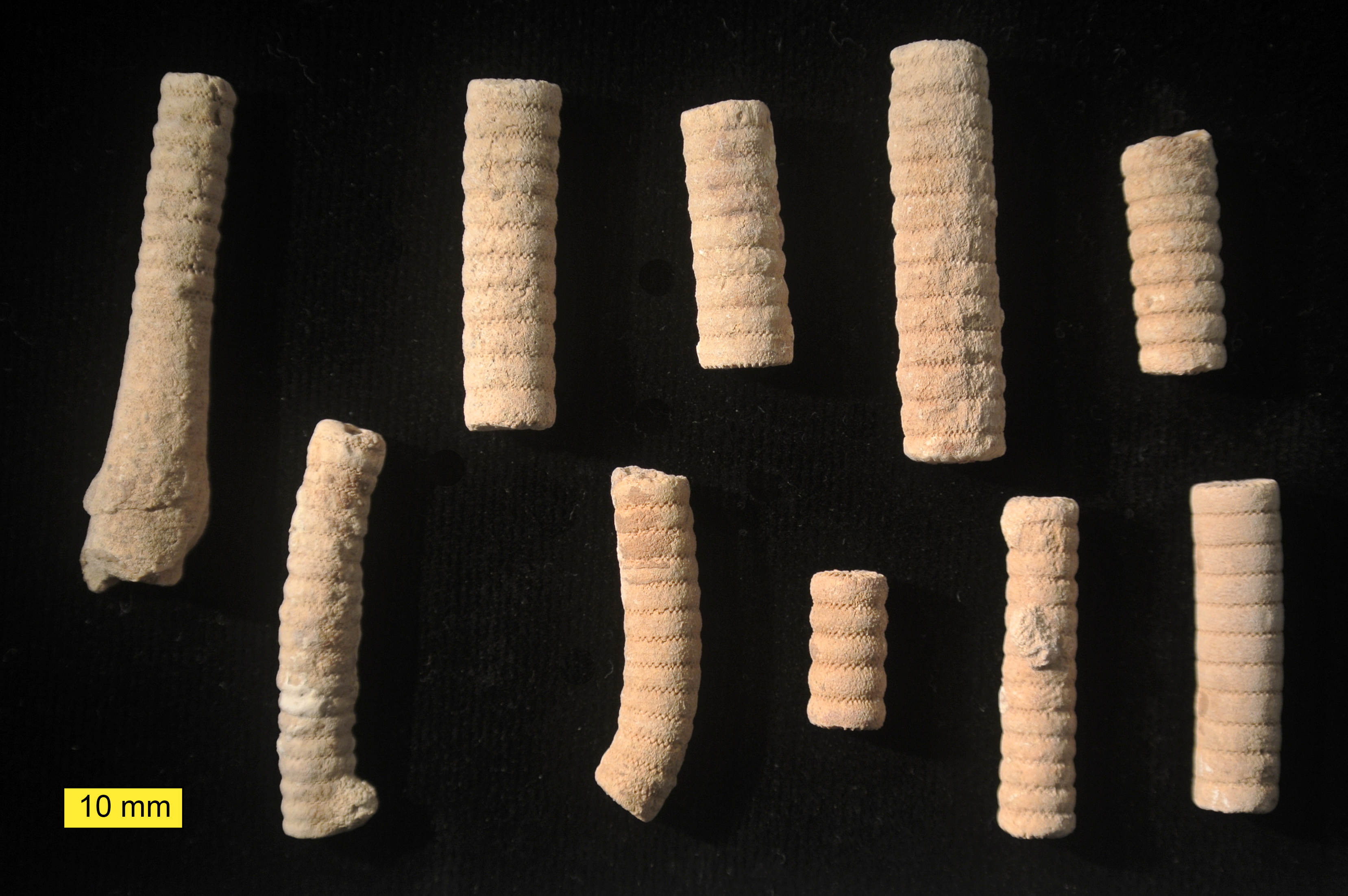
Tallos fósiles de crinoideo. Período Jurásico. Makhtesh Gadol, Israel.
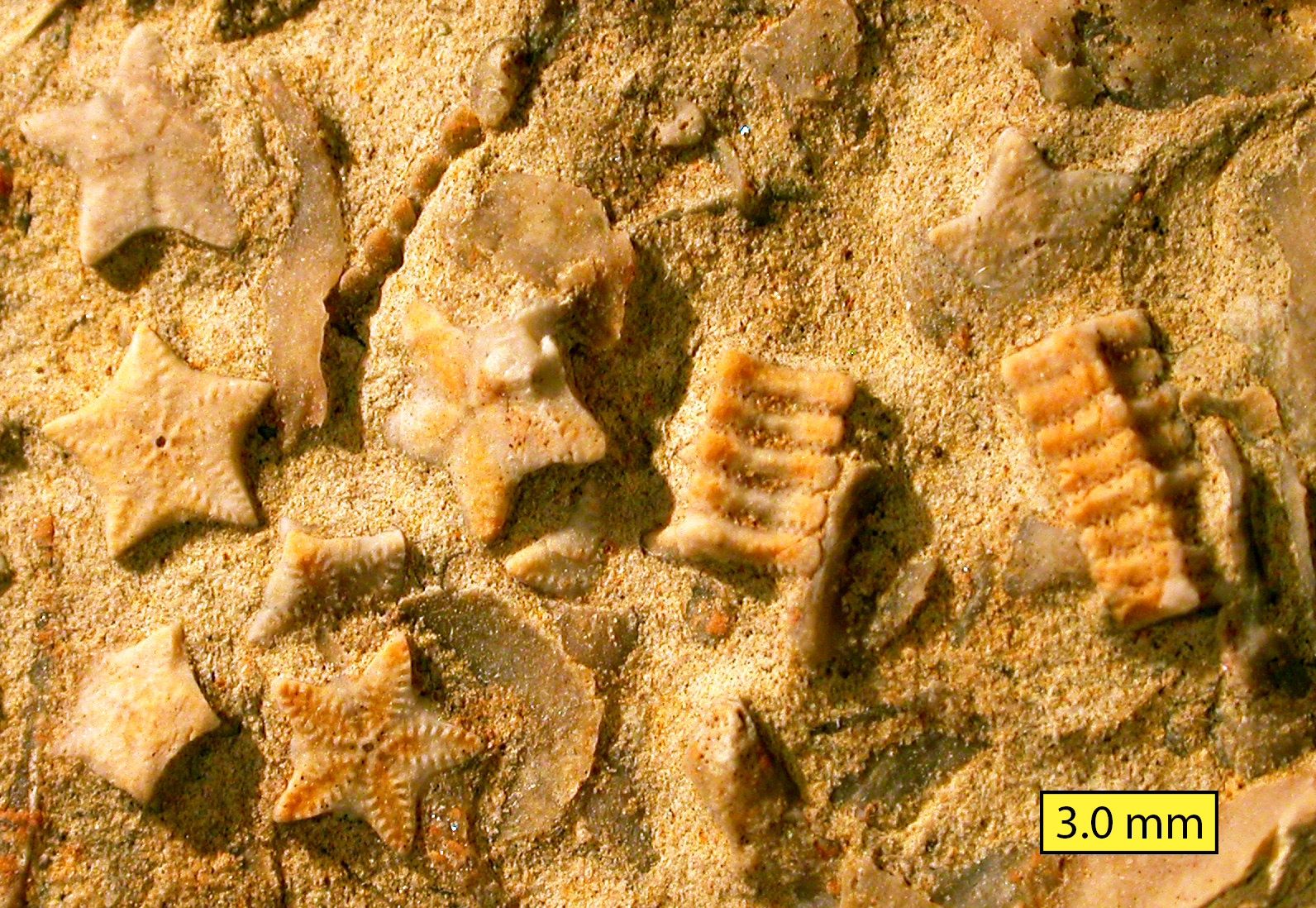
Columnales de Isocrinus nicoleti. Período Jurásico. Utah, Estados Unidos de Norteamérica.
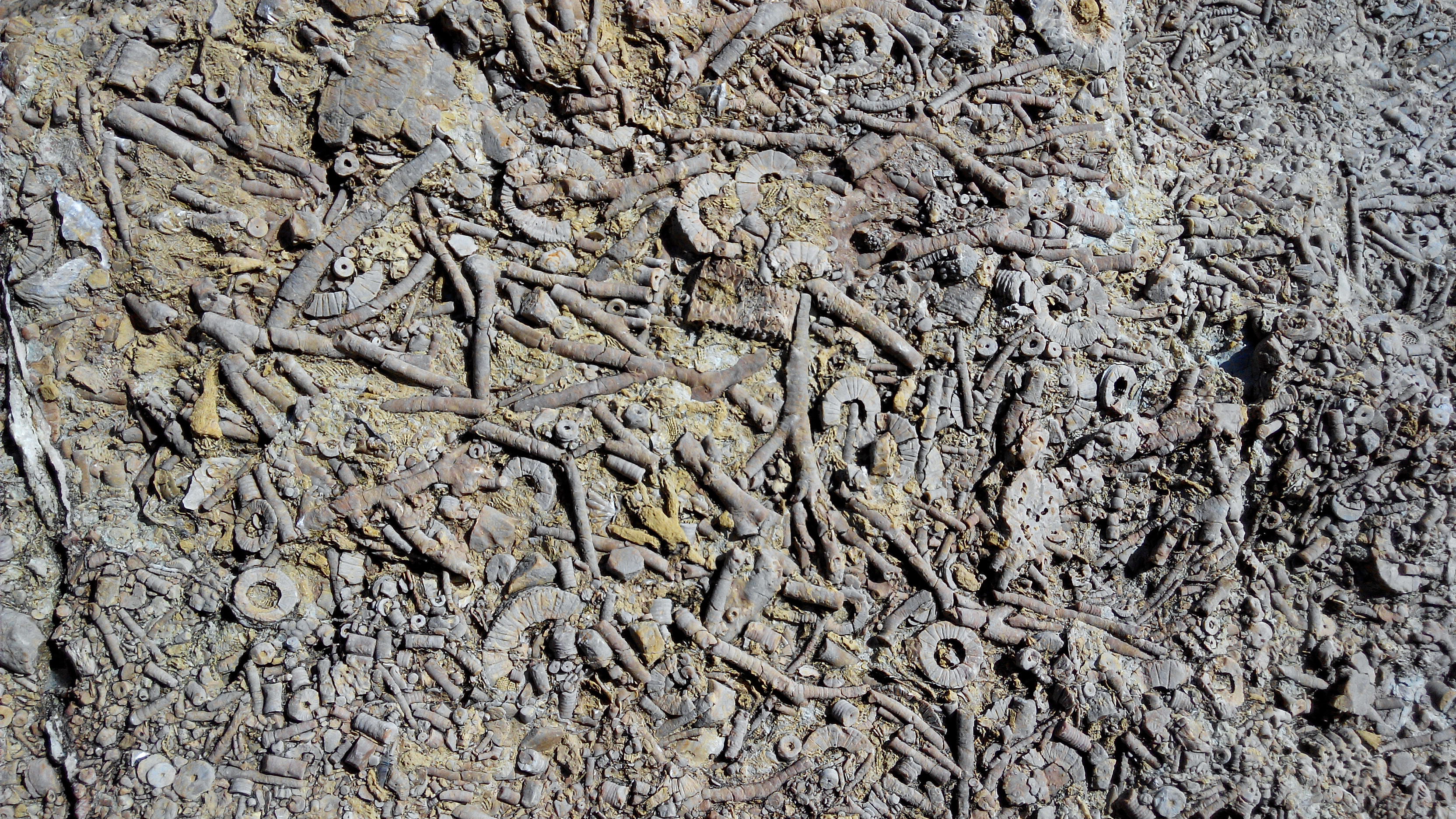
Caliza de crinoideos («encrinita») del arrecife devónico de Arnao (Asturias, España).
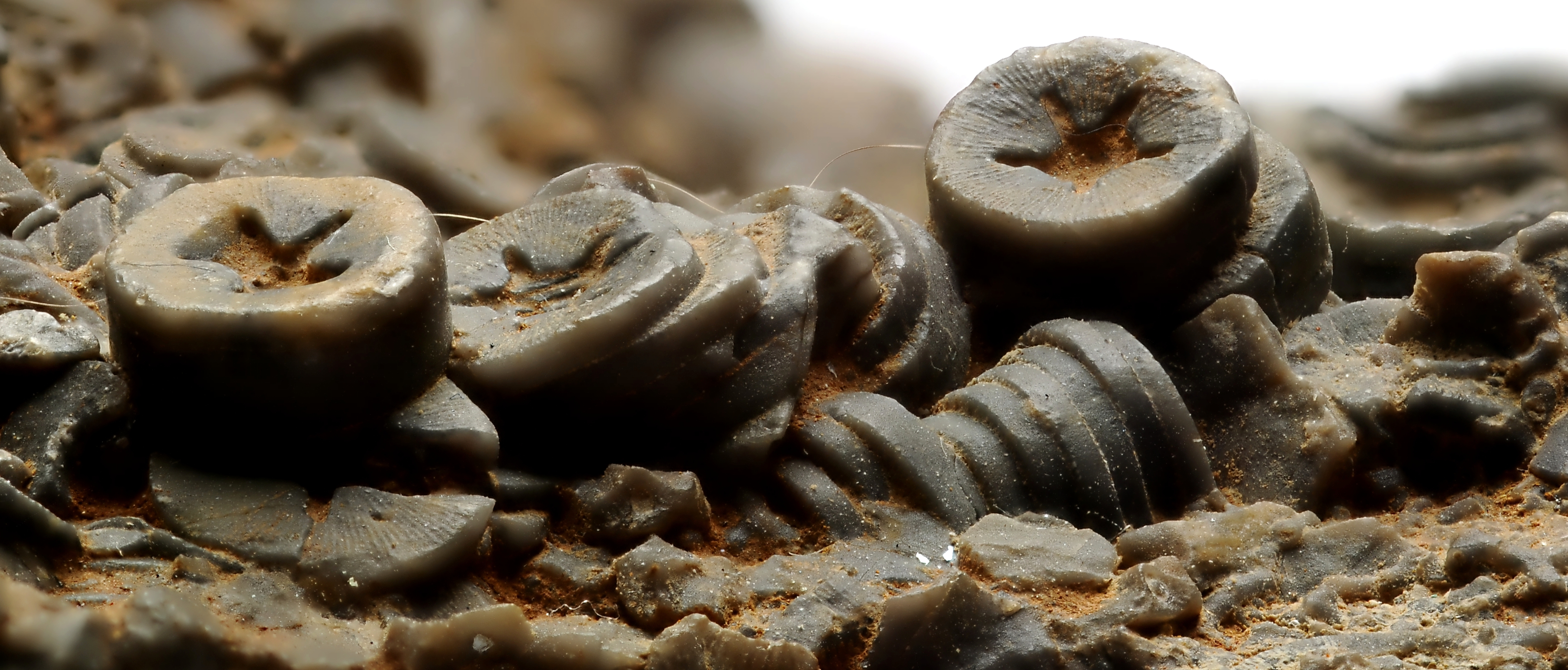
Fósiles de artejos desarticulados de crinoideos

## Características
Los crinoideos pedunculados, unas 80 especies, viven fijos al fondo del mar por medio de un pedúnculo de naturaleza calcárea, que está compuesto de segmentos denominados columnales ; viven mayoritariamente por debajo de los 200 m de profundidad. El resto, unas 540 especies, carecen de pedúnculo (comatúlidos) y se mueven lentamente por el fondo, mayoritariamente por encima de los 200 m.
No poseen madreporito para el intercambio de fluidos con el entorno, y el sistema ambulacral típico de los equinodermos adquiere, en los crinoideos, una función respiratoria. Además todos poseen espinas.

## Morfología

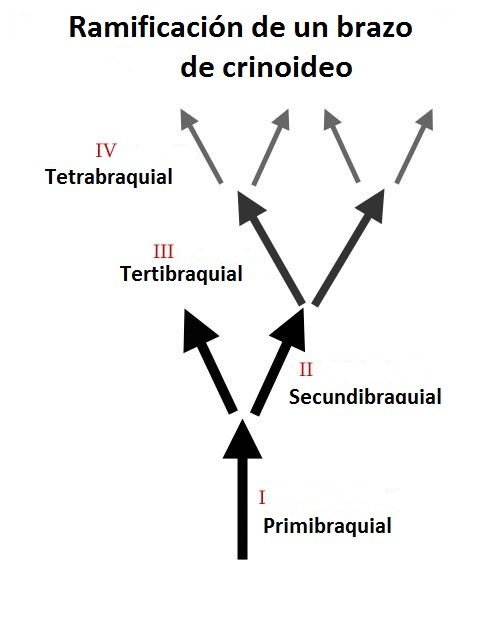

Su cuerpo está formado por un disco en forma de copa o cáliz, compuesto de 2 o 3 anillos de placas fusionadas. En su interior, la cavidad alberga las vísceras del animal. El ano está situado central o subcentralmente en el disco, y la boca, en un lateral, o en el centro, y tiene una serie de pínnulas alrededor, modificadas rígidamente a modo de espinas protectoras y formando un peine.
Son de simetría pentarradial. De la placa centro-dorsal parten 5 brazos, que, normalmente, se ramifican y subdividen en otros, según las especies. Los brazos se componen de una serie de osículos braquiales, o huesecillos articulados, ligamentos, músculos, y en su interior cuentan con extensiones de los sistemas nervioso, vascular y reproductivo. La primera serie de osículos, o primibraquial, nace de cada una de las cinco placas radiales de cada brazo, las segundas series nacen del último osículo de la primibraquial, del que parten dos series, o secundibraquial, y así consecutivamente. Los patrones del número de osículos y/o braquiales de los brazos sirven para identificar especies, géneros, y, en ocasiones, familias.
También llamados rayos, los brazos están pinnulados en un mismo plano, lo que les da la apariencia de plumas, de ahí uno de los nombres comunes de los crinoideos en inglés: featherstar, o estrella de plumas. Las pínnulas se utilizan para el sistema circulatorio, la alimentación y la generación de las gónadas.
En su parte aboral, o inferior, las especies del orden Comatulida poseen unos apéndices alargados para anclarse al sustrato, denominados cirrus, cirri en plural. Las especies batiales y abisales, pertenecientes a los órdenes restantes de las especies vivas, carecen de ellos, utilizando para anclarse un disco terminal o radix. Entre este anclaje y el cáliz desarrollan un tallo o columna, de entre unos centímetros a un metro, compuesta de articulaciones llamadas columnales. En su sección transversal, las columnales adoptan forma circular, pentagonal, estrellada, elíptica o, raramente, hexagonal. En algunas especies, la columna puede contener hasta 350 columnales. Las especies del orden Isocrinida desarrollan columnales modificadas, llamadas nodales, que sustentan cinco cirri, a modo de apéndices de amarre o anclaje. También el número y la forma de las columnales, como otras características morfológicas, sirven de diágnosis para la identificación de especies.
La mayoría de los crinoideos, y muchos géneros del filo Echinodermata, poseen la capacidad de autoamputarse un brazo, en situaciones de peligro para el animal. A esta facultad de algunos animales se le denomina autotomía, y, en el caso que nos ocupa, se combina con otra capacidad, la de regenerarlo por completo a continuación. Con frecuencia, en sustitución del brazo amputado, desarrollan dos nuevos brazos. Aparte de los brazos, también pueden regenerar los cirri, las pínnulas o el intestino.
Sus colores pueden ser negro, amarillo, naranja, rojo, verde, blanco o marrón; en ocasiones con combinaciones de estos colores, mediante bandas concéntricas, líneas o las pínnulas en otro color.

## Hábitat y distribución
Se localizan desde la zona intermareal hasta profundidades abisales, aunque son más frecuentes por encima de los 100 m, anclados a corales duros, laderas de arrecifes y fondos marinos, siempre con corrientes. 
Se distribuyen en todos los mares, excepto el Negro y el Báltico, y desde el Ártico a la Antártida.

## Alimentación
Son filtradores, y se alimentan de zooplancton, como foraminíferos, pequeños crustáceos y moluscos, y fitoplancton.

## Reproducción
Son dioicos, ya que, recordemos, son animales. La reproducción sexual se produce por fertilización externa. Las larvas evolucionan de una simetría bilateral a simetría pentarradial, y poseen un tallo, que pierden al madurar, en el caso del suborden Comatulidina.

## Galería

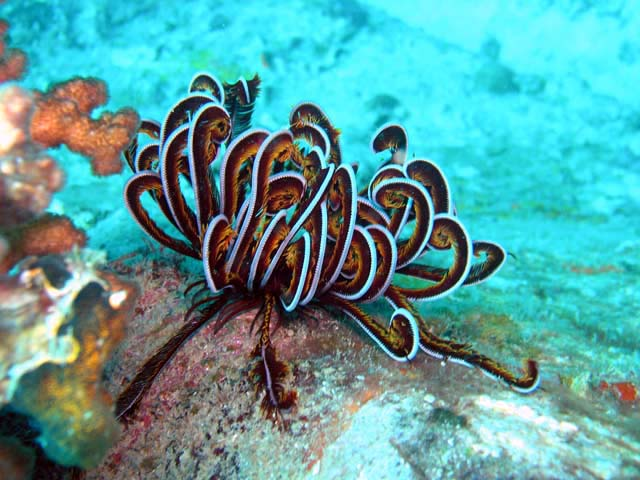
Anneissia bennetti
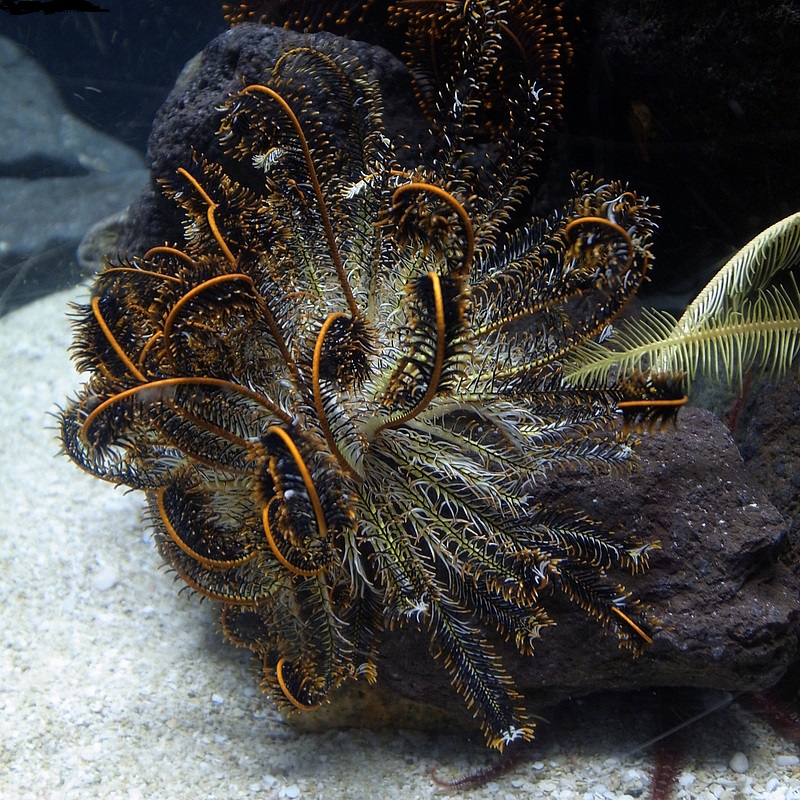
Anneissia japonica
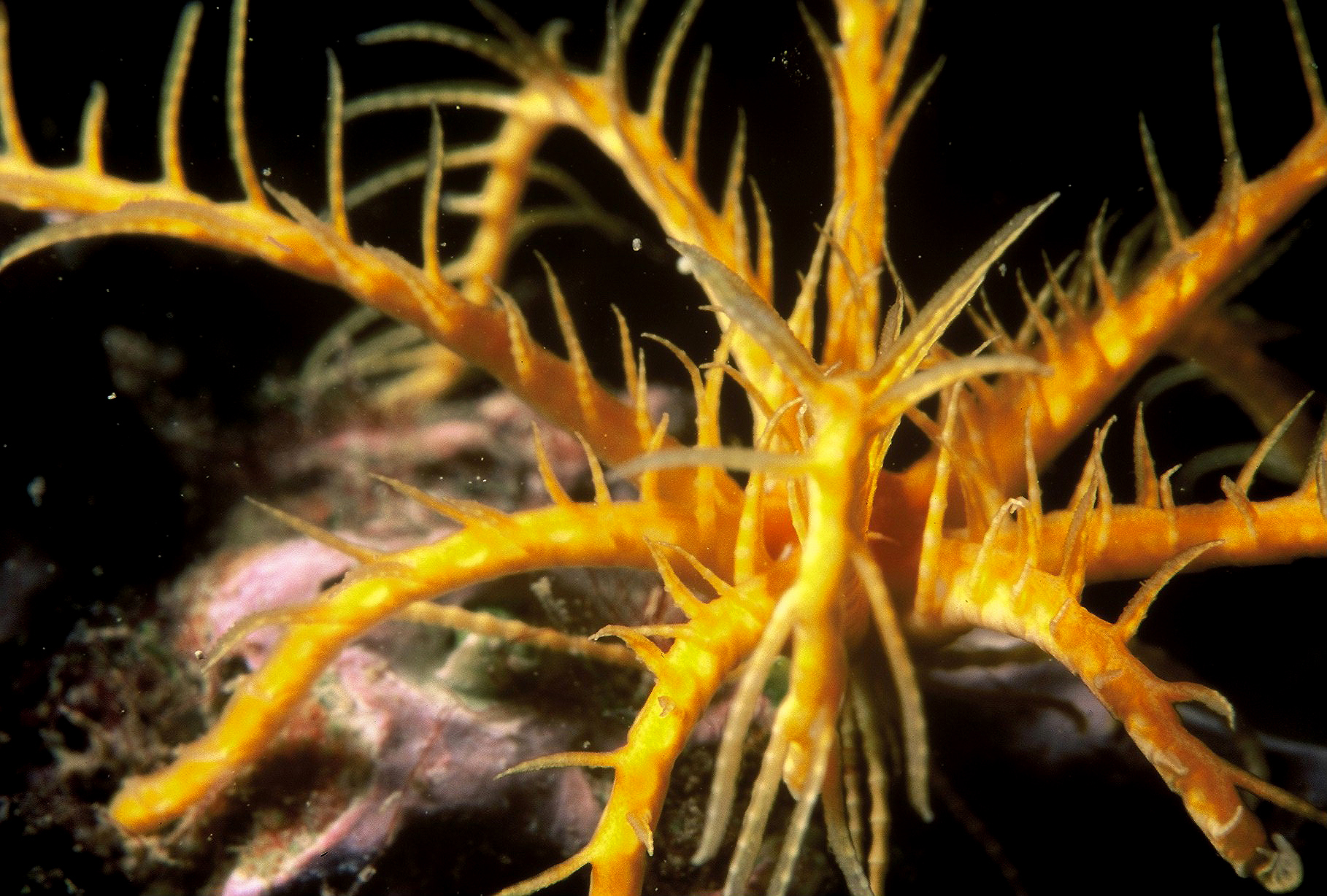
Antedon mediterranea
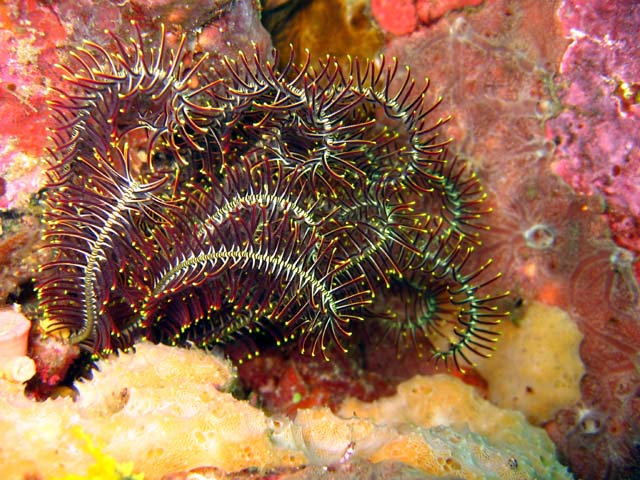
Clarkcomanthus alternans
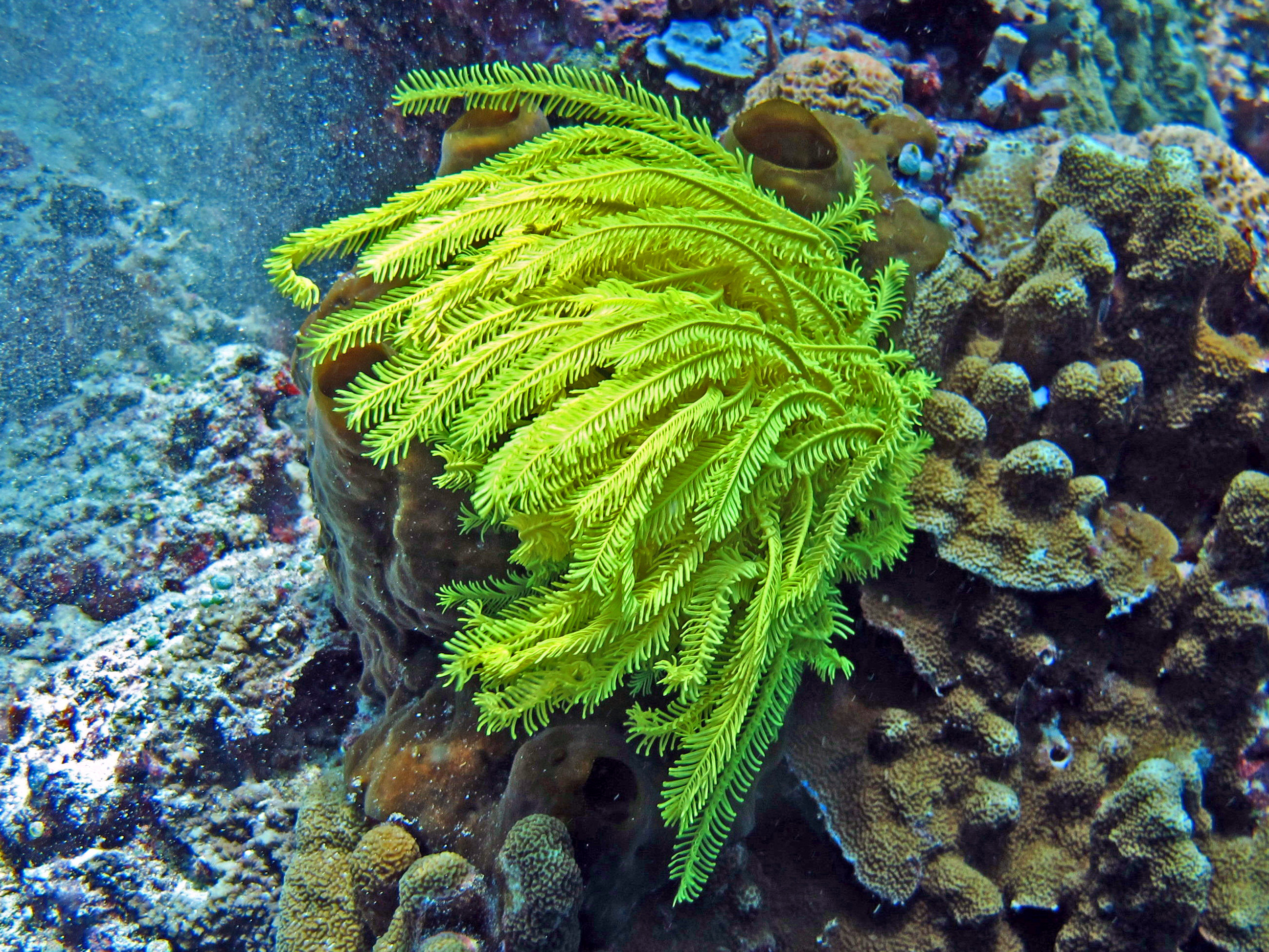
Comaster nobilis
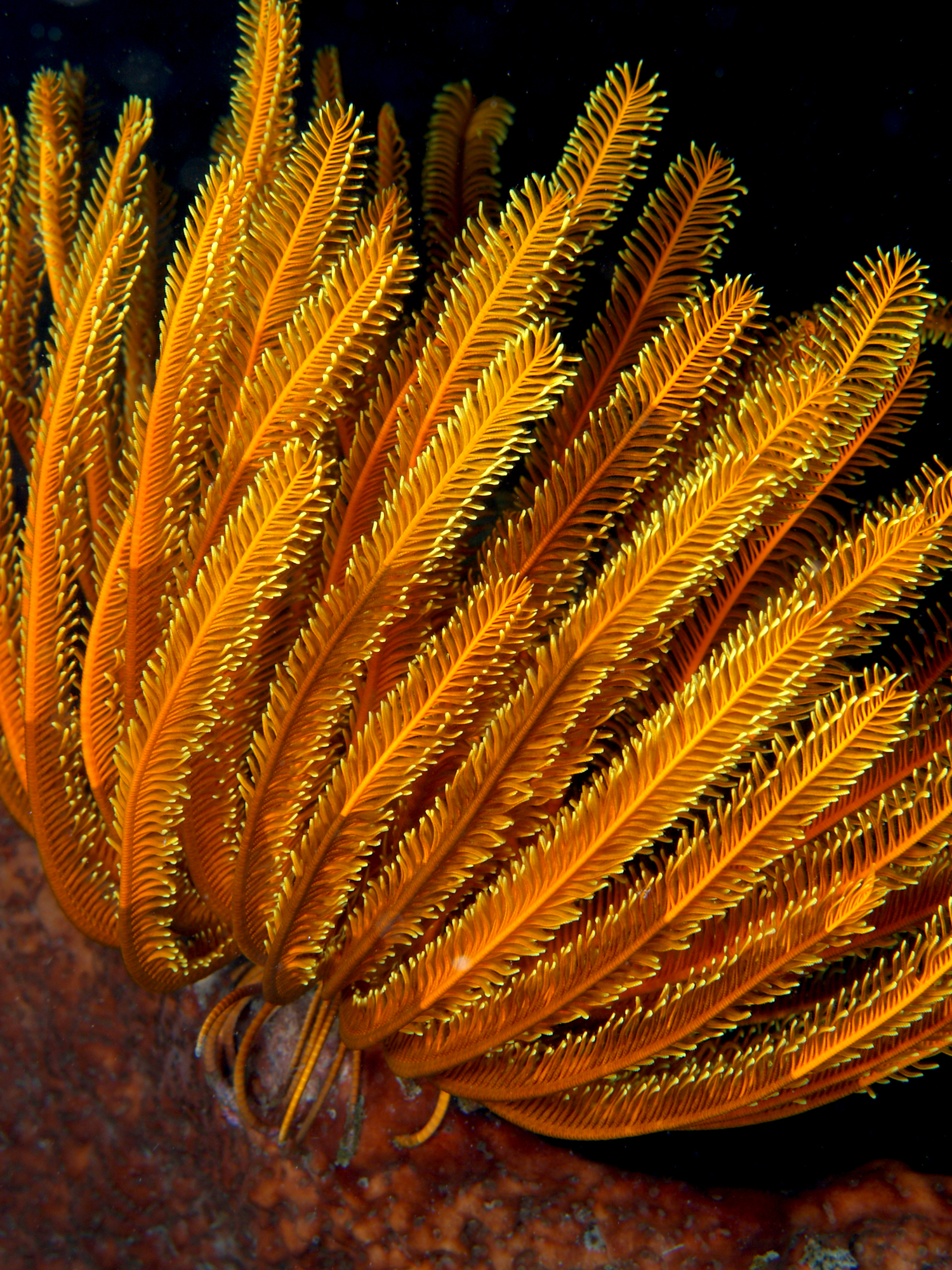
Comaster schlegeli
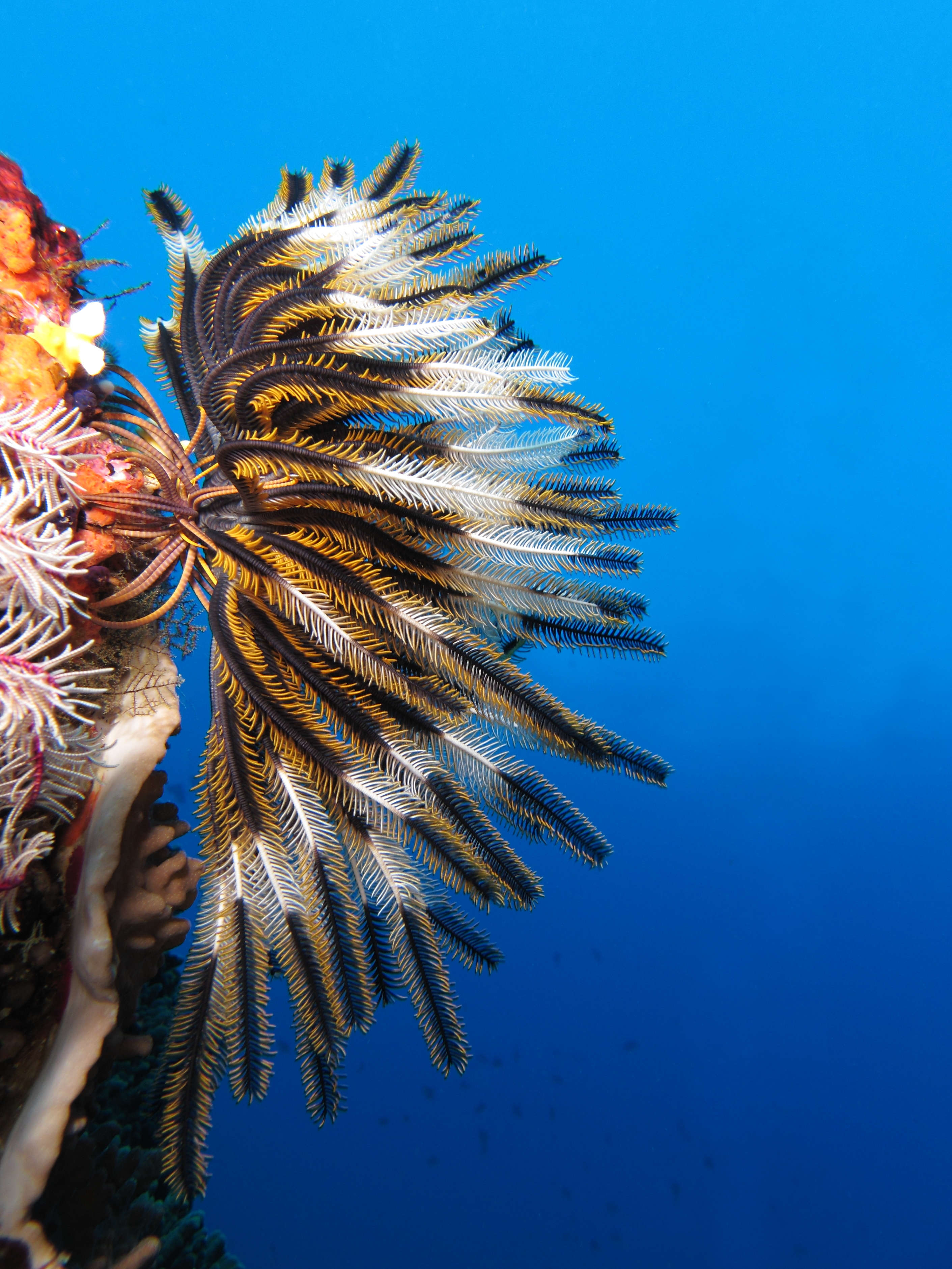
Crinoideo en arrecife de la isla de Batu Moncho, Komodo, Indonesia
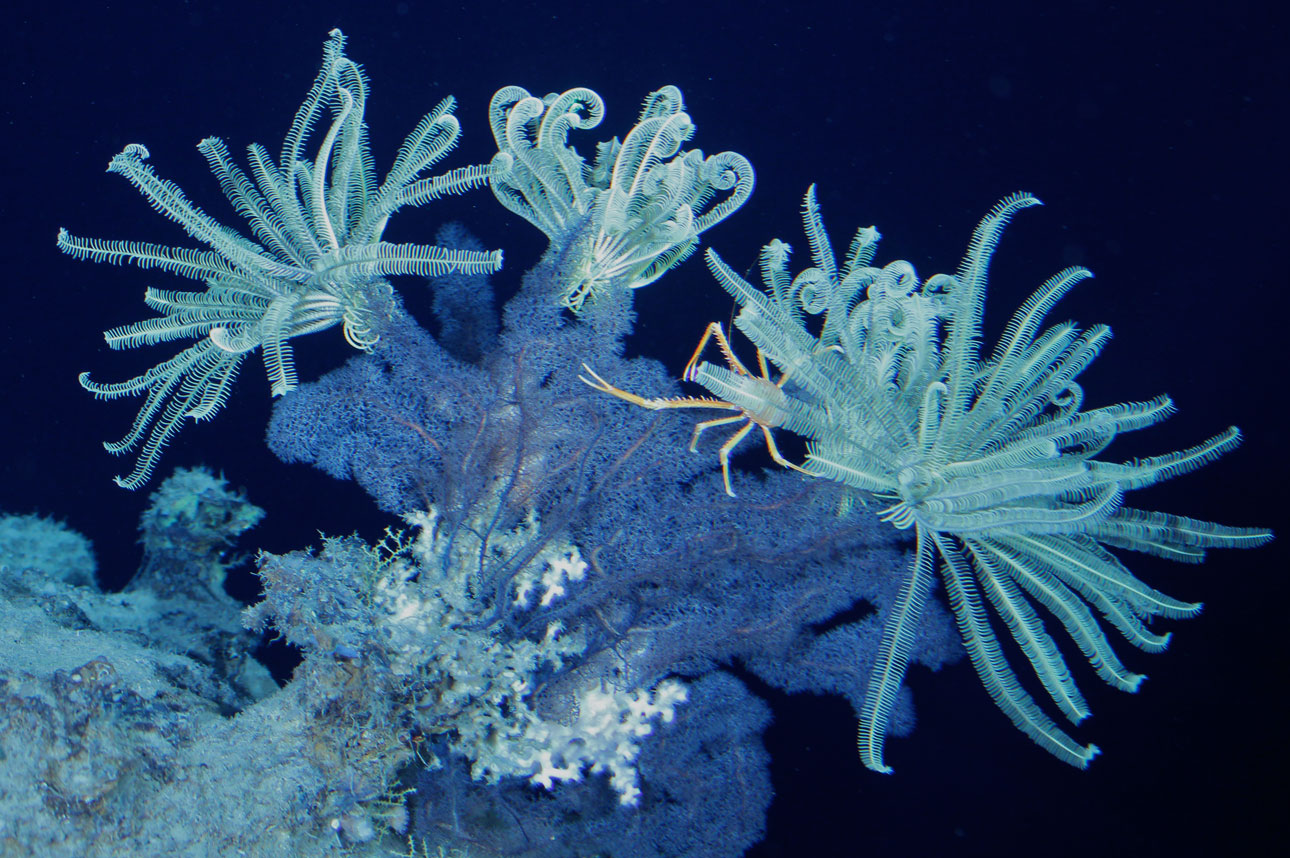
Crinoideos anclados a colonia de gorgonia y "langosta rechoncha" de la familia Galatheidae, 400 m, Roatan, Honduras
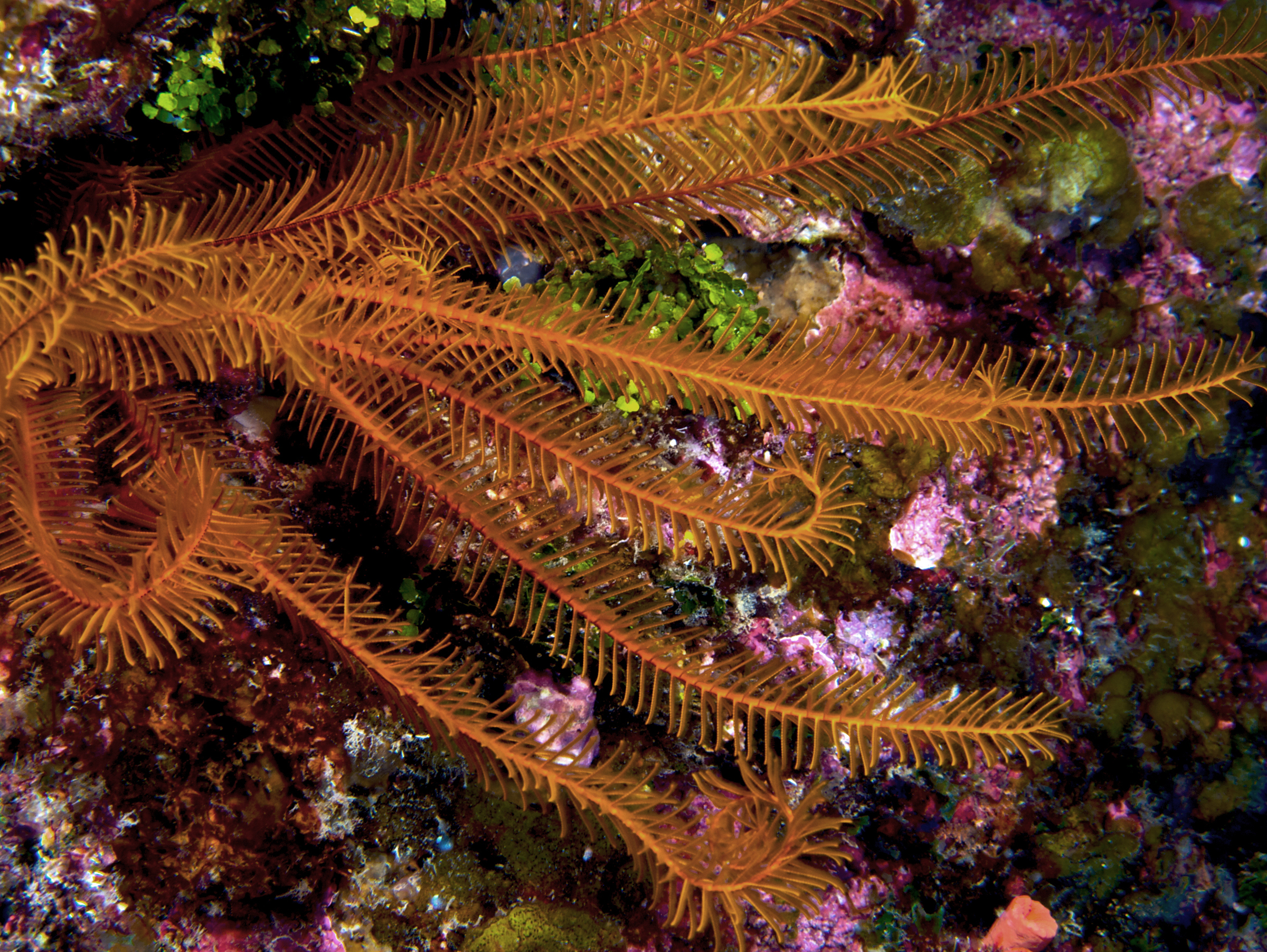
Davidaster rubiginosus
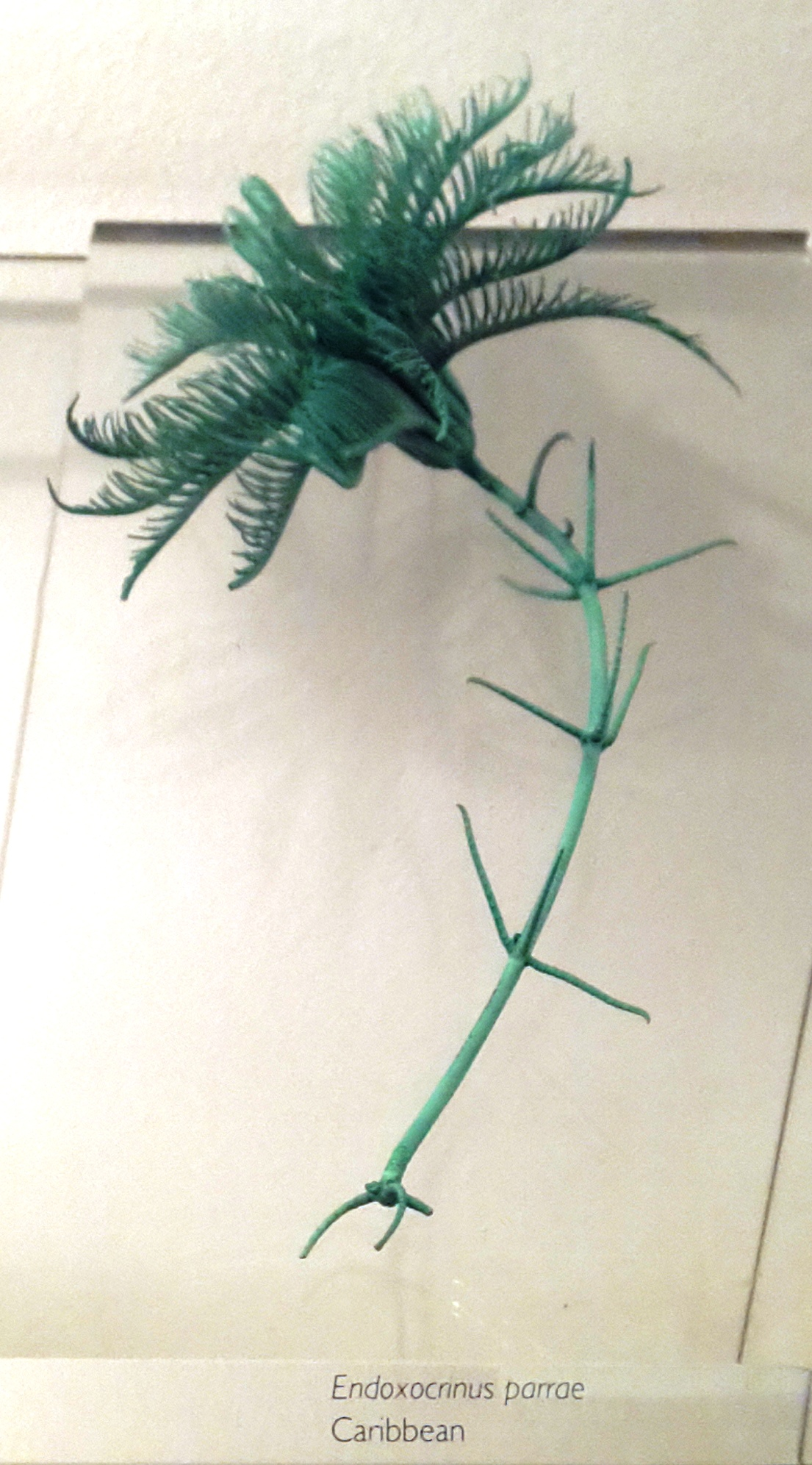
Endoxocrinus parrae
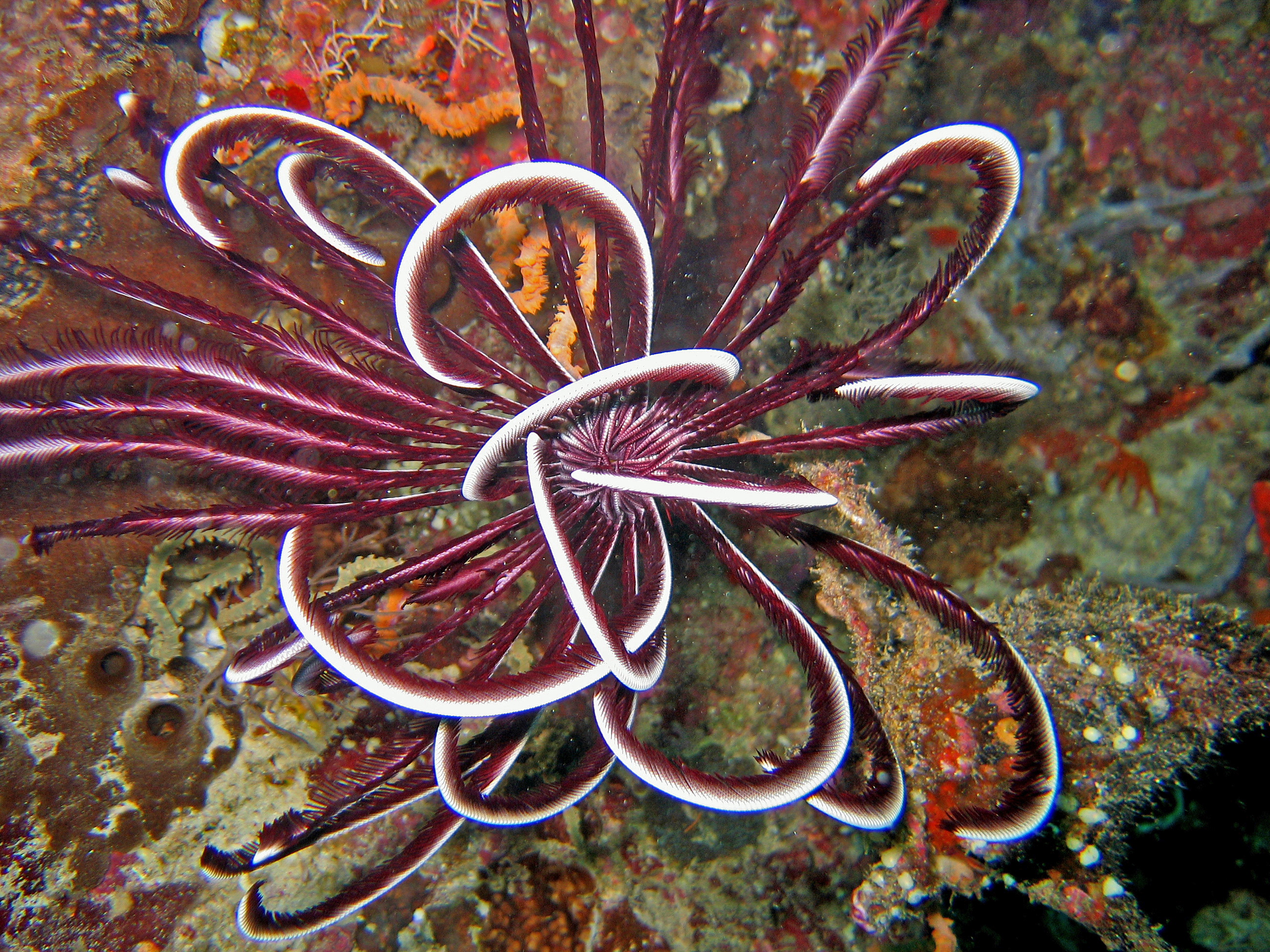
Himerometra robustipinna
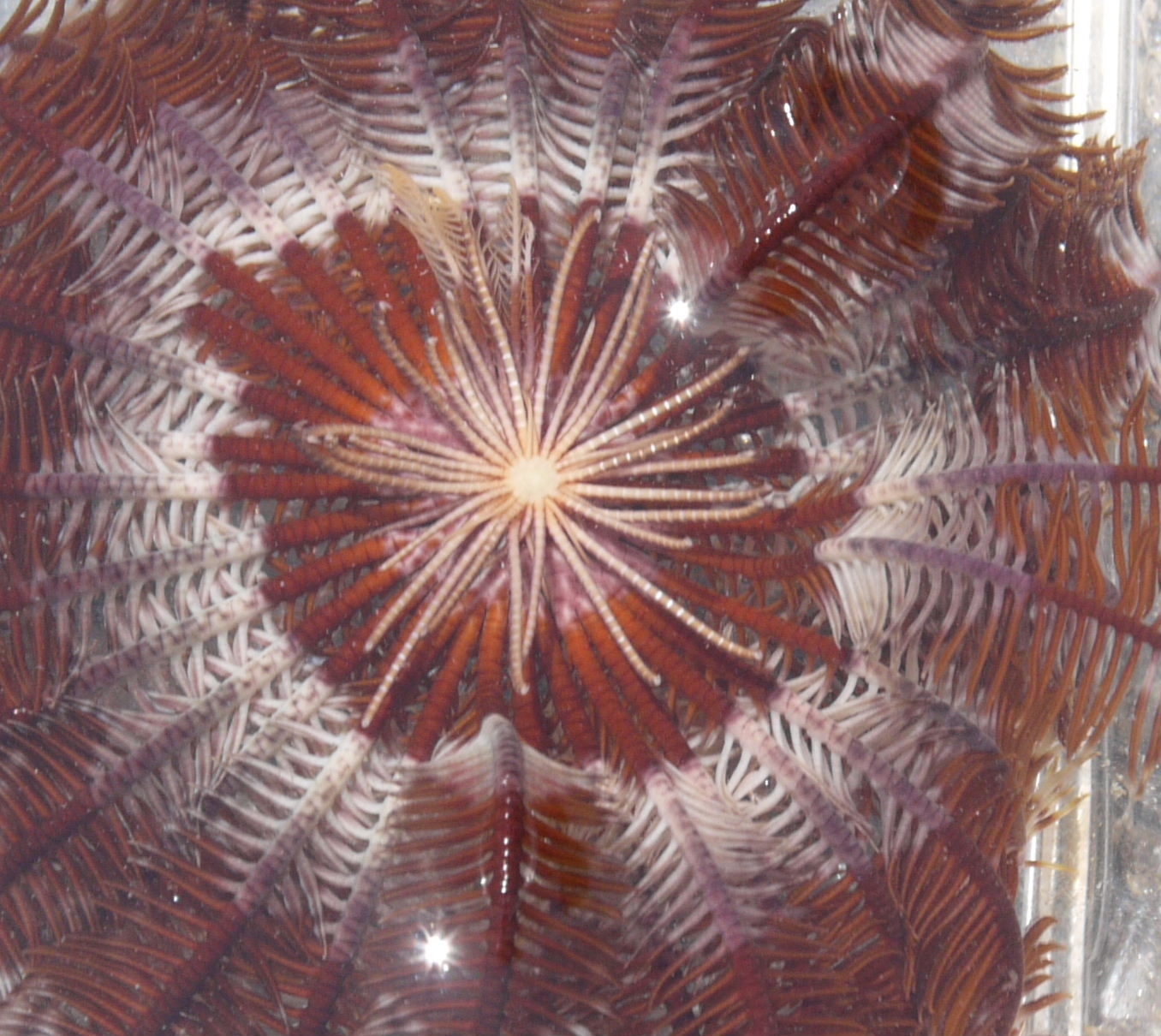
Cirri de Lamprometra palmata
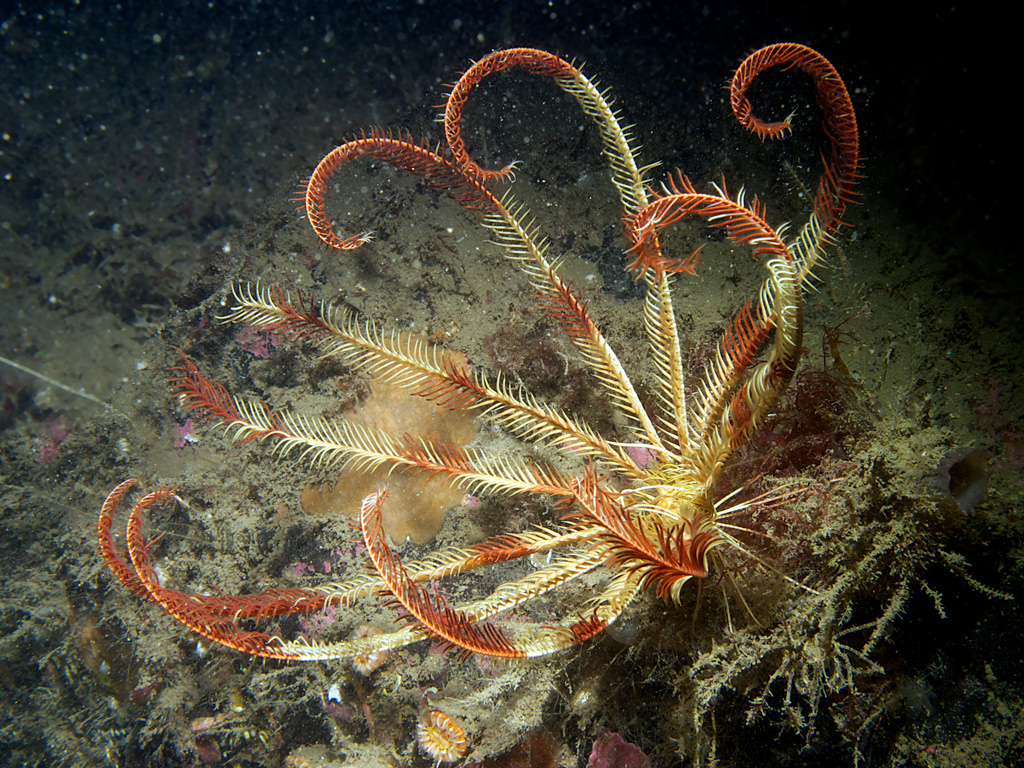
Leptometra celtica
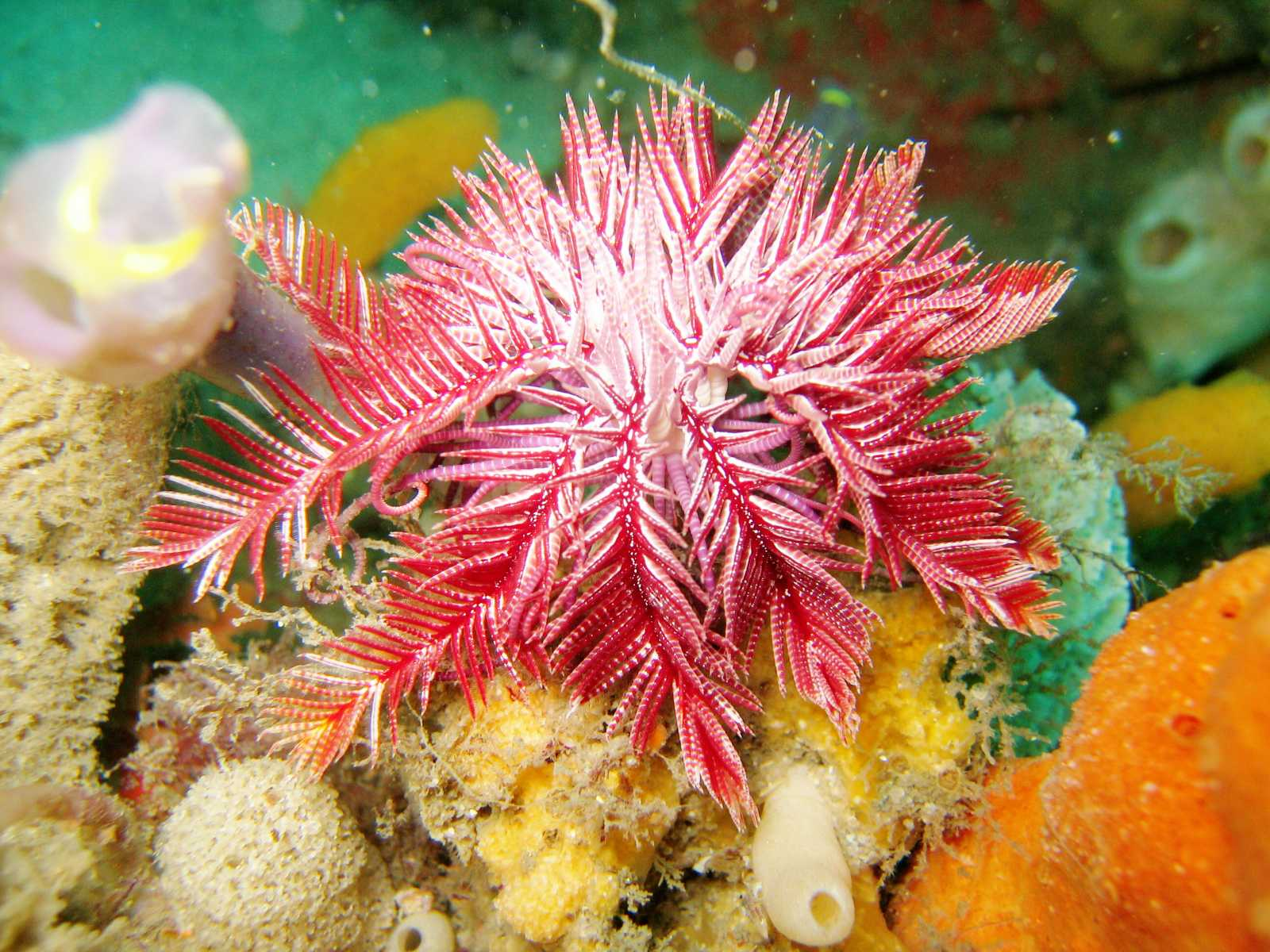
Ptilometra australis
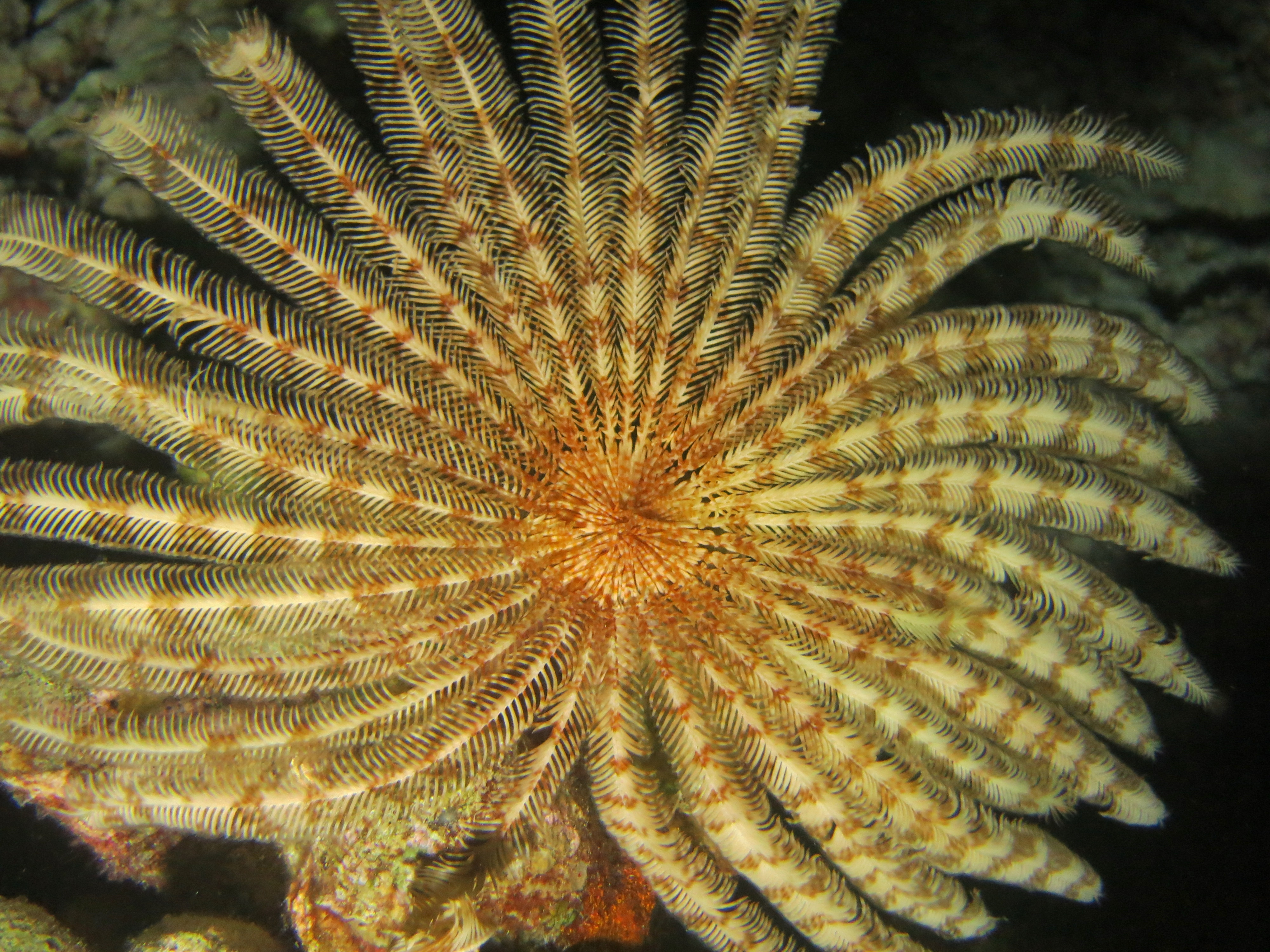
Stephanometra indica
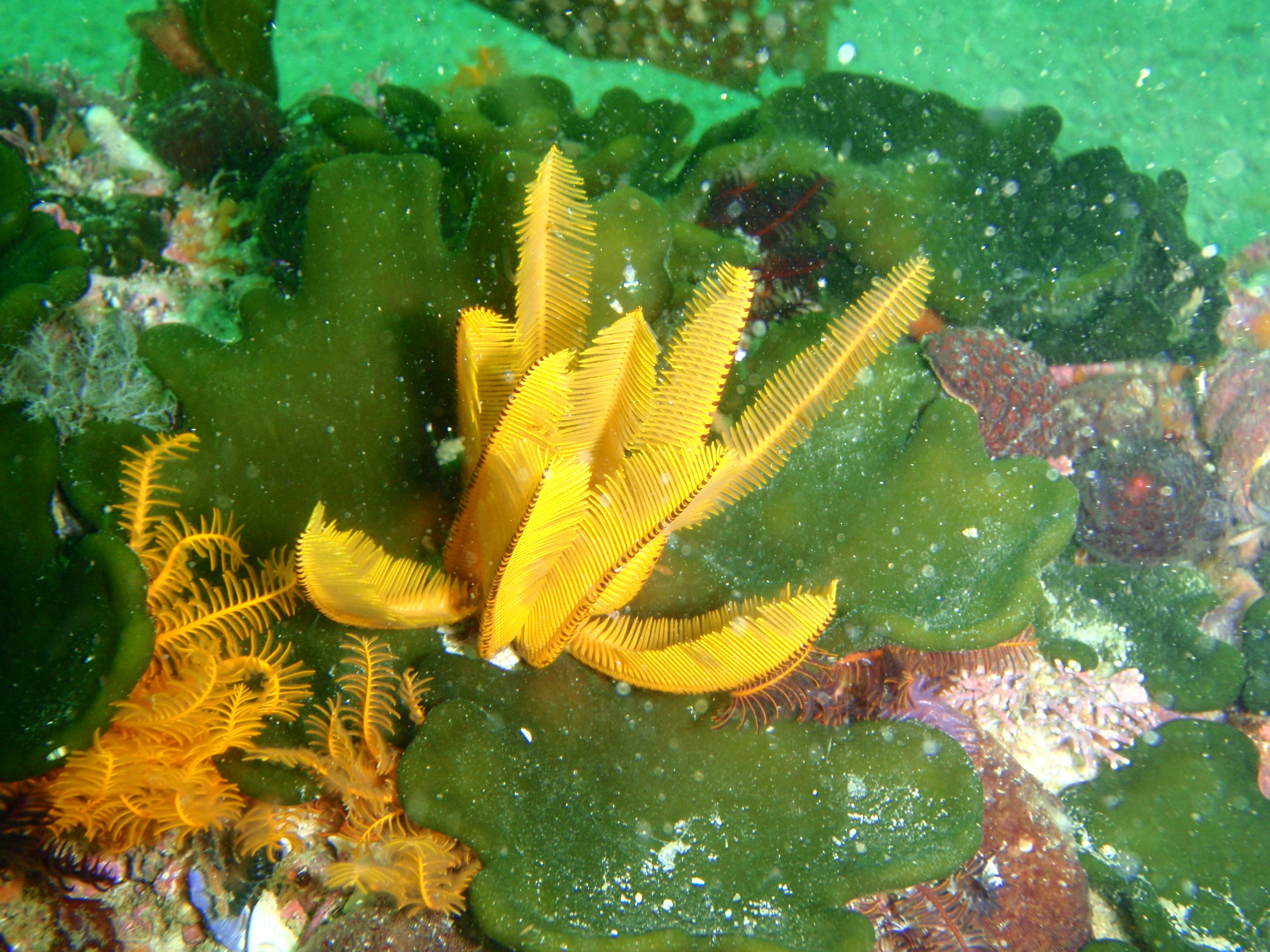
Tropiometra carinata